# Арляново (Малопургинский район)
Арляново (удм. Арлан) — деревня в Малопургинском районе Удмуртской Республики. Входит в состав муниципального образования «Ильинское». В деревне протекает речка Тузалачик. В деревне имеется магазин, фельдшерский пункт. Существует легенда, о том, что в этих местах было много хомяков (по удмуртски «Арлан» — хомяк).